# Terellia winthemi
Espèce
Terellia winthemi est un insecte de l'ordre des diptères et de la famille des Tephritidae.